# Арік
Арік - згаслий вулкан на  півострові Камчатка, Росія. Входить до складу Авачінсько-Коряцької групи вулканів і обмежує її з північного заходу.
Вулкан Арік є побічним конусом (другою вершиною) вулкана Ааг. Вулкан сильно еродованих льодовиком та ерозією.
Абсолютна висота - 2166 м. Склад лав вулкана андезито-базальтовий.